# Средний Вилюйкан
Сре́дний Вилюйка́н (Сре́дний Вилю́йкан) — река в Мирнинском районе Якутии и Эвенкийском районе Красноярского края (Россия), левый приток Вилюя. Длина реки составляет 187 км, площадь водосборного бассейна — 3640 км². 
Исток реки находится на востоке  Эвенкийского района Красноярского края, почти на границе с Мирнинским и Оленёкским районами Якутии, на Вилюйском плато на высоте более 660 м над уровнем моря. Течёт преимущественно в южном направлении по холмистой лесотундре с преобладанием ягеля и лиственницы. Русло часто заболочено. Почти на всём своём протяжении образует административную границу между Мирнинским районом Якутии и Эвенкийским районом Красноярского края. В нижнем течении делает изгиб к западу. Впадает в Вилюй в 2276 км от его устья по левому берегу ниже впадения Верхнего Вилюйкана, на высоте 372 м над уровнем моря. Ширина в нижнем течении — 30 м при глубине 1,2 м, скорость течения в низовьях — 0,1 м/с. 
Населённых пунктов на реке нет. Ледостав длится с середины октября до конца мая — начала июня.

## Основные притоки
Указаны поименованные притоки длиной 30 км и более
| Название   | Расстояние от устья | Длина | Положение |
| ---------- | ------------------- | ----- | --------- |
| Аякта      | 57                  | 42    | левый     |
| Ангавкачи  | 87                  | 31    | левый     |
| Ниручангда | 107                 | 53    | левый     |

## Данные водного реестра
По данным государственного водного реестра России и геоинформационной системы водохозяйственного районирования территории РФ, подготовленной Федеральным агентством водных ресурсов:
- Бассейновый округ — Ленский
- Речной бассейн — Лена
- Речной подбассейн — Вилюй
- Водохозяйственный участок — Вилюй от истока до водомерного поста Усть-Амбардах
- Код водного объекта — 18030800112117400004739